# Едафон
Едафо́н (від дав.-гр. ἔδαφος — «ґрунт», англ. edaphon) — сукупність усіх живих істот, що населяють ґрунт (гриби, водорості, бактерії, черв'яки тощо). Велику роль у складі едафону відіграють мікроорганізми, діяльність яких забезпечує розклад органічних речовин, фіксацію азоту та багато інших процесів, що протікають в ґрунтах. Також важливими є мікоризи. Термін введено німецьким біологом Р. Франсе у 1921 році. Організми едафону належать до різних систематичних груп. Найрізноманітнішими у видовому відношенні й за біомасою є ґрунт, мікроорганізми, гриби та безхребетні. Вплив едафону на життя ґрунту великий і полягає в розкладанні органічних речовин, гуміфікації, зміні фізичних властивостей субстрату тощо.
Едафічні фактори — ґрунтові умови, що впливають на життя організмів (родючість ґрунту, його зволоженість, реакція розчину, вміст солей, фізичний стан тощо).

## Біологія ґрунту
Ґрунт є домівкою для значної частини світового біорізноманіття. Ґрунтові організми розкладають органіку, роблячи поживні речовини доступними для поглинання рослинами та іншими організмами. Поживні речовини, що зберігаються в тілах ґрунтових організмів, запобігають втраті поживних речовин шляхом вимивання або вивітрювання. Мікробні ексудати підтримують структуру ґрунту, а дощові черв'яки відіграють важливу роль у біотурбації. Без діяльності ґрунтових організмів органічні матеріали накопичувалися б і засипали поверхню ґрунту, і їжі для рослин не вистачало б. Ґрунтова біота охоплює:
- Мегафауна: розмірами від 20 мм і вище, наприклад кроти, кролики та гризуни.
- Макрофауна: від 2 до 20 мм, наприклад: мокриці, дощові черв'яки, жуки, багатоніжки, слимаки, равлики, мурахи та хрущі.
- Мезофауна: від 100 мкм до 2 мм, наприклад, тихоходи, кліщі та колемболи.
- Мікрофлора та мікрофауна: від 1 до 100 мкм, наприклад, дріжджі, бактерії (зазвичай актинобактерії), гриби, найпростіші, круглі черви та коловертки.